# 短茎康定筋骨草
短茎康定筋骨草（学名：Ajuga campylanthoides var. subacaulis）是唇形科筋骨草属康定筋骨草的变种。分布于中国大陆的甘肃等地，生长于海拔2,000米至2,600米的地区，多生在砂质山坡草地及水边砂质草地上，目前尚未由人工引种栽培。